# La Jaille-Yvon

La Jaille-Yvon este o comună în departamentul Maine-et-Loire, Franța. În 2009 avea o populație de 299 de locuitori.